# Teen Romance
Teen Romance — девятый мини-альбом американского рэпера Lil Peep совместно с продюсера Lederrick. Он был выпущен 19 июня 2016 года. Мини-альбом состоит всего из трех песен.

## История
В 2016 году Lil Peep решил использовать рисунок его поклонника в качестве обложки своего предстоящего альбома Teen Romance. После смерти Peep, этот поклонник решил в память о Peep запустил в продажу наклейки с данным изображением.

## Список треков
| №                   | Название                           | Автор(ы)                 | Продюсеры           | Длительность |
| ------------------- | ---------------------------------- | ------------------------ | ------------------- | ------------ |
| 1.                  | «Regrets» (при участии Horse Head) | Густав Ар Кристофер Торн | Lederrick           | 2:33         |
| 2.                  | «Teen Romance»                     | Густав Ар                | Lederrick           | 2:50         |
| 3.                  | «Suck My Blood»                    | Густав Ар                | Lederrick           | 2:10         |
| Общая длительность: | Общая длительность:                | Общая длительность:      | Общая длительность: | 7:33         |